# Nascimento múltiplo

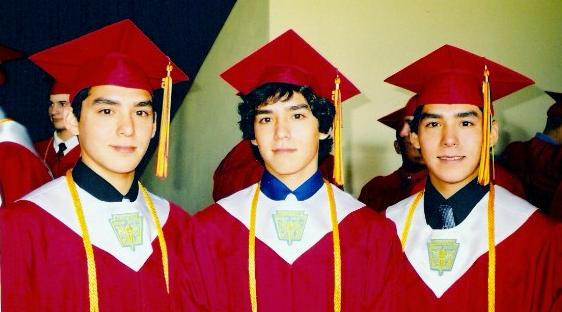
Trigémeos idênticos são raros, pois ocorre um caso em cada 6.400 nascimentos.

Nascimento múltiplo ou parto múltiplo ocorre quando nasce mais de um bebê no final de uma única gravidez. Há diferentes nomes para nascimentos múltiplos, em função do número de nascituros. Nomes comuns para dois e três nascituros são os termos gémeos e trigémeos, respectivamente. Os gémeos, trigémeos e demais irmãos de nascimentos múltiplos ocorrem com frequências variáveis entre as espécies animais, embora o termo seja aplicável em especial a espécies de mamíferos com placenta bem desenvolvida (infraclasse Eutheria).
Há dois tipos principais nos nascimentos múltiplos, os dizigóticos ou fraternos e os idênticos ou monozigóticos. Estes últimos ocorrem quando um só ovócito é fertilizado e o zigoto resultante se divide em mais que um embrião: deste modo os irmãos idênticos têm o mesmo material genético. Os irmãos dizigóticos resultam da fertilização e implantação de mais do que um ovócito, e assim não são geneticamente idênticos. Em alguns nascimentos múltiplos é possível que uma combinação destes aconteça (por exemplo, num grupo de trigémeos pode haver um bebé de um ovócito e outros dois gémeos idênticos de um segundo ovócito. Este caso designa-se como polizigótico. 
A forma mais comum de nascimentos múltiplos nos seres humanos é a de gémeos (dois bebés), e a frequência típica de nascimentos múltiplos em outras espécies placentárias varia muito.
A frequência estatística de nascimentos múltiplos nos humanos tem crescido ao longo das últimas décadas. Actualmente rondará, para todo o mundo, o valor de [carece de fontes?]:
- Gémeos - 1:80
- Trigémeos - 1:80² = 1:6400
- Quadrigémeos e demais casos - 1:80³ = 1:512,000

De acordo com o serviço de recenseamento dos Estados Unidos em 1980, o número total de nascimentos múltiplos nesse país era de 69.676, tendo aumentado para 101.709 em 1995 (46% de aumento). Outros estudos indicam que a taxa de múltiplos tem crescido mais desde a data deste estudo.
1:6400